# 존 D.와 캐서린 T. 맥아더 재단

존 D. 와 캐서린 T. 맥아더 재단(John D. and Catherine T. MacArthur Foundation), 약칭 맥아더 재단(MacArthur Foundation)은 미국에서 10번째로 큰 사설 재단이다. 시카고를 기반으로 하며, 약 50여개 국가의 비영리 단체를 지원하고 있다. 맥아서 재단은 1970년 설립된 이후 약 5천5백만 달러를 지원하였다. 매년 632만 달러를 기본으로 약 2억 2천5백달러를 지원하고 있다.
존 도널드 맥아더와 그의 부인 캐서린 T. 맥아더가 설립하였다.
여기에 맥아더 펠로우의 선택을 더하여, "똑똑한 지원"(genius grants)으로 알려진 것처럼 재단은 예술, 문화, 사회 및 경제 개발, 디지털 미디어 및 학습, 집짓기, 그리고 청소년 정의에 지원하고 있다. 맥아서 재단은 "더 좋은, 평화로운 세상을 만드는 창조적인 사람과 활동적인 기관을 지원"하는 것을 목표로 하고 있다.